# 오우사키 아야카
오우사키 아야카(일본어: 桜咲 彩花 おうさき あやか[*], 1986년 10월 31일 - )는 일본의 배우이다. 전 다카라즈카 가극단 하나구미 여역 스타이다.
오사카부 토요노군, 미노오지유가쿠엔 출신이다. 키 164cm, 혈액형 A형, 애칭은 "베-짱"이다.
소속사는 이쿠시마 기획실이다.

## 약력
2005년, 다카라즈카 음악학교 입학하였다.
2007년, 다카라즈카 가극단 93기생으로 입단. 호시구미 공연 「벚꽃／시크릿 헌터」로 초무대. 그 후 하나구미에 배속되었다.
2011년, 마토부 세이 퇴단 공연 「사랑의 프렐류드」로 신인공연 첫 히로인을 맡았다.
2012년, 「Victorian Jazz」으로 바우홀 공연 첫 히로인을 맡았다.
2013년, 「오션스 11」으로 2번째 신인공연 히로인을 맡았다.
2015년, 「바람의 지로키치」 (드라마시티/일본청년관 공연)으로, 전과 호쿠쇼 카이리의 상대역을 센나 아야세와 같이 맡아, 동상공연 더블 히로인을 맡았다.
2016년, 자신의 2번째 출연인 「ME AND MY GIRL」로 역대 베테랑 여역이 연기해온 마리아 공작부인 역을 역교환으로 연기했다. 이어, 「아이 러브 아인슈타인」으로, 시로키 미레이와 함께 바우홀 공연 더블 히로인을 맡았다.
2019년 4월 28일, 센나 아야세 퇴단공연 「CASANOVA」 도쿄 공연 천추락을 기해, 다카라즈카 가극단을 퇴단하였다. 같은 해 11월부터 이쿠시마 기획실 소속이 되어, 예능 활동을 재개했다.

## 인물
4살 어린 남동생과, 7살 어린 여동생이 있다.
어머니가 발레를 좋아했기 때문에, 4살부터 발레를 배우기 시작했다.
2살 즈음에는 도쿄에서 살았지만, 유치원 다닐 즈음에 오사카부 스이타시로 이사를 했다. 그 후, 토요노군으로 이사했고, 또 나고야로 이사를 했고, 고등학교 입학할 때에는 토요노군으로 다시 돌아왔다.
활발한 성격 탓에, 이사간 곳에서도 금방 친구가 생겨, 응원단에 입후보하거나, 라크로스 동호회를 박족시키기도 했다.
초등학교 6학년 때, 호시구미 공연 「WEST SIDE STORY」으로 다카라즈카 첫 관람을 했다. 그 후, 관람을 계속하게 되었고, 「엘리자베트」로 다카라즈카의 포로가 되었다.
고등학교 1학년 겨울에 다카라즈카 수험을 결심했다. 첫번째 수험은 2차까지 갔지만 불합격하였다. 성악도 배우기 시작하고, 두번째 수험에 도전했지만, 면접에서 말을 잘 못해서 불합격하였다. 그 후, 진로를 결정할 시기가 되어 망설임도 있었지만, 3번째 수험에서 최종 합격하였다. 합격 발표 때, 너무 기쁜 나머지 소리를 질러 텔레비전 카메라에 둘러싸여버렸다.

## 퇴단 후 주요 활동

### 무대
- 2021년 5월, 코시지 후부키 40주기 콘서트 『Après Toi〜아프레・토와』 (하카타좌)
- 2021년 9월, 『붉은 셔츠』 (도쿄건물 Brillia HALLㆍ모리노미야 필로티 홀) - 코스즈
- 2022년 1 - 2월, 『리틀 프린스』 (시어터 크리에ㆍ비레츠홀)

### CM
- 2020년 10월 - 2021년 9월, 『코르겐코바』
- 2020년 12월, 『JAL』